# Большие Подосинки (Брянская область)
Большие Подосинки — деревня в Карачевском районе Брянской области в составе Ревенского сельского поселения.

## География
Находится в восточной части Брянской области на расстоянии приблизительно 13 км по прямой на юго-запад от районного центра города Карачев.

## История
Упоминается с XVII века (бывшее владение Карачевского Воскресенского монастыря). В 1866 году здесь (деревня Подосинки Карачевского уезда Орловской губернии) было учтено 45 дворов.

## Население
Численность населения: 340 человек (1866 год), 67 человек в 2002 году (русские 85 %), 72 в 2010.